# Magalie Madison
Pour les articles homonymes, voir Madison.
Magalie Madison (née Aguado) est une comédienne et chanteuse française, née le 9 juin 1973 à Longjumeau dans l'Essonne, principalement connue pour son rôle d'Annette dans la série Premiers baisers.
Elle s'est également illustrée dans les films à succès de réalisateurs réputés tels que : La Fiancée de Dracula de Jean Rollin (2002), L'un reste, l'autre part de Claude Berri (2005), Ensemble, c'est tout de Claude Berri (2007) ou encore Une nouvelle amie de François Ozon (2014).

## Biographie
Elle se fait connaître grâce à la série Premiers baisers, dans laquelle elle interprète le rôle d'Annette entre décembre 1991 et mai 1995. Lors du casting, en 1991, la comédienne, qui pourtant ne connaissait rien au métier, se mit à parler avec une voix aiguë, ce qui plut aux producteurs, qui recherchaient plutôt quelqu'un capable de zozoter. C'est ainsi qu'elle obtenu le rôle d'Annette. Joël Cresson, qui incarnait le rôle de Joël, était son véritable petit-ami à l'époque, mais celui-ci fut écarté de la sitcom à la suite de leur rupture. Magalie tient également le rôle d'Annette dans la série Les Années fac, entre octobre 1995 et 1996.
En 2002, elle apparaît dans le film de Jean Rollin, La Fiancée de Dracula. Entre-temps, elle joue dans une multitude de pièces de théâtre.
Le 31 mai 2010, elle publie un mini album, intitulé 23H23, dont elle a écrit tous les textes et composé la musique d'une chanson (Com 1 reve).
Annette apparaît dans la série Les Mystères de l'amour, où elle est en couple avec Monsieur Girard (Bruno Le Millin), le père d'Hélène, Justine et Chloé.
Dans un épisode du Mag des anges de la téléréalité 5, diffusé en mars 2013, où elle est invitée avec Emmanuel Levy, on apprend qu'elle est maman d'un petit garçon de 6 ans prénommé Jahilo.
La comédienne fait une apparition le 6 janvier 2017 lors du prime de l'émission Guess My Age : Saurez-vous deviner mon âge ? sur C8, Cyril Hanouna et Chantal Lauby devant deviner son âge.
Magalie Madison reprend son rôle d'Annette dans la pièce de théâtre Derniers baisers (titre en référence à la sitcom Premiers baisers), dont la première a lieu le 3 mai 2019 au théâtre de la grande comédie (jusqu'au 9 juillet 2019),.

## Filmographie

### Télévision
- 1991-1995 : Premiers baisers : Annette
- 1995-1996 : Les Années fac : Annette
- 1997 : Pour être libre : Elle-même
- 2004 : Appartement 2 B : Lucie
- 2011 : Les Flamboyants : Gisèle
- 2012 : Le Jour où tout a basculé : Stéphanie
- 2013 : Au nom de la vérité  : Marie
- 2012-2019 : Les Mystères de l'amour : Annette

### Cinéma

#### Courts métrages
- 2000 : Pierre et prières de Franck Llopis
- 2001 : Boulot boulot de Patrice Soufflard
- 2002 : Toutes des princesses de Junie Terrier

#### Longs métrages
- 2002 : La Fiancée de Dracula de Jean Rollin
- 2005 : L'un reste, l'autre part : Stéphanie, la petite amie de Michaël Youn
- 2007 : Ensemble, c'est tout de Claude Berri
- 2014 : Une nouvelle amie de François Ozon

### Réalisatrice
- 2004 : un documentaire sur les Mushers, réalisé avec Junie Terrier

## Théâtre

### Comédie musicale
- 2007-2008 : Le Roi lion : assistante

### Comédienne
- 2005 : Projection privée de Rémi de Vos
- 2007 : Non-Dits de Grégoire Christophe
- 2011 : Colors de Esteban Perroy et Frank Porquiet
- 2014 : 28 Heures Plus Tard
- 2014 : Le Moral Des Troupes de Guy Louret
- 2017 : Si j'avais un marteau de Mythic et Hugo Rezeda, mise en scène de Hugo Rezeda
- 2019: Derniers baisers de Franck Le Hen, avec Anthony Dupray[6]

### Mise en scène
- 2018 : "Et paf! Le tracteur" avec Hugo Rezeda. Théâtre des Blancs-Manteaux et Théâtre BO Saint-Martin[7].